# Carmen Sánchez de Torre
Carmen Sánchez de Torre (Barcelona, 18 d'abril de 1926) és una antropòloga i traductora catalana, exiliada a Mèxic durant el franquisme. Va fer els estudis primaris al Col·legi Alemany de Barcelona, i el 1939 es va exiliar amb la seva família a Mèxic. Va fer els estudis secundaris a l'Acadèmia Hispano-Mexicana i el 1944 fou passant d'antropologia a l’Escuela Nacional de Antropología de la UNAM. Va continuar estudis al Kalamazoo College dels Estats Units i a París, on fou intèrpret a la Comissió Mexicano-Estatunidenca per a l'erradicació de la febre aftosa del bestiar (1948-1950). Durant molts anys va treballar com a traductora a l'Ambaixada dels Estats Units a Mèxic, a l'Ambaixada d'Indonèsia a Mèxic, i fou cap de traductors de l'Associació de Personal Tècnic per a Transferències Internacionals. També va traduir llibres per a l'editorial UTEHA i per a Fondo de Cultura Económica.

## Traduccions al castellà
- Biografia de Madame Fraya
- Los indios de America de John Collier